# کیرک‌پاتریک (اورگن)
کیرک‌پاتریک (به انگلیسی: Kirkpatrick) یک منطقهٔ مسکونی در ایالات متحده آمریکا است که در شهرستان اوماتیلا، اورگن واقع شده‌است. کیرک‌پاتریک ۹٫۳ کیلومتر مربع مساحت و ۱۷۲ نفر جمعیت دارد و ۳۹۸ متر بالاتر از سطح دریا واقع شده‌است.